# Mistrovství Evropy v basketbalu žen 1962
8. mistrovství Evropy v basketbalu žen proběhlo v dnech 22. – 29. 9. v Mylhúzách ve Francii.
Turnaje se zúčastnilo 10 týmů, rozdělených do dvou pětičlenných skupin, z nichž první dva týmy postoupili do bojů o medaile. Týmy, které v základních skupinách skončily na třetím až šestém místě hrály o umístění. Mistrem Evropy se stalo družstvo Sovětského svazu.

## Výsledky a tabulky

### Skupina A
|    |            | URS   | TCH   | YUG   | HUN   | ITA   | V | P | Skóre   | B |
| 1. | SSSR       | ***   | 51:49 | 52:39 | 86:29 | 77:31 | 4 | 0 | 266:148 | 8 |
| 2. | ČSSR       | 49:51 | ***   | 53:35 | 74:52 | 86:37 | 3 | 1 | 262:175 | 7 |
| 3. | Jugoslávie | 39:52 | 35:53 | ***   | 47:40 | 50:43 | 2 | 2 | 171:188 | 6 |
| 4. | Maďarsko   | 29:86 | 52:74 | 40:47 | ***   | 55:43 | 1 | 3 | 176:250 | 5 |
| 5. | Itálie     | 31:77 | 37:86 | 43:50 | 43:55 | ***   | 0 | 4 | 154:268 | 4 |

 ČSSR -  Itálie 86:37 (42:8)
22. září 1962 (16:30) – Paříž
 Jugoslávie -  Maďarsko 47:40 (20:16)
22. září 1962 (20:30) – Paříž
 ČSSR -  Jugoslávie 53:35 (29:19)
23. září 1962 (15:00) – Paříž
 SSSR -  Itálie 77:31 (39:11)
23. září 1962 (16:30) – Paříž
 SSSR -  Jugoslávie 52:39 (31:20)
24. září 1962 (15:00) – Paříž
 ČSSR -  Maďarsko 74:52 (41:24)
24. září 1962 (16:30) – Paříž
 SSSR -  Maďarsko 88:29 (41:13)
25. září 1962 (15:00) – Paříž
 Jugoslávie -  Itálie 50:43 (22:22)
25. září 1962 (20:30) – Paříž
 Maďarsko -  Itálie 55:43 (23:12)
26. září 1962 (16:30) – Paříž
 SSSR -  ČSSR 51:49 (22:21)
26. září 1962 (22:00) – Paříž

### Skupina B
|    |           | BUL   | ROM   | POL   | FRA   | BEL   | V | P | Skóre   | B |
| 1. | Bulharsko | ***   | 44:42 | 60:38 | 55:26 | 77:36 | 4 | 0 | 236:142 | 8 |
| 2. | Rumunsko  | 42:44 | ***   | 38:35 | 50:43 | 72:40 | 3 | 1 | 202:162 | 7 |
| 3. | Polsko    | 38:60 | 35:38 | ***   | 58:42 | 52:25 | 2 | 2 | 183:165 | 6 |
| 4. | Francie   | 26:55 | 43:50 | 42:58 | ***   | 54:44 | 1 | 3 | 165:207 | 5 |
| 5. | Belgie    | 36:77 | 40:72 | 25:52 | 44:54 | ***   | 0 | 4 | 145:255 | 4 |

 Polsko -  Belgie 52:25 (26:18)
22. září 1962 (15:00) – Paříž
 Bulharsko -  Francie 55:26 (33:6)
22. září 1962 (22:00) – Paříž
 Polsko -  Francie 58:42 (33:19)
23. září 1962 (20:30) – Paříž
 Bulharsko -  Rumunsko 44:42 (27:23)
23. září 1962 (22:00) – Paříž
 Francie -  Belgie 54:44 (28:21)
24. září 1962 (20:30) – Paříž
 Rumunsko -  Polsko 38:35 (20:19)
24. září 1962 (22:00) – Paříž
 Rumunsko -  Belgie 72:40 (39:20)
25. září 1962 (16:30) – Paříž
 Bulharsko -  Polsko 60:38(25:18)
25. září 1962 (22:00) – Paříž
 Bulharsko -  Belgie 77:36 (37:17)
26. září 1962 (15:00) – Paříž
 Rumunsko -  Francie 50:43 (21:19)
26. září 1962 (20:30) – Paříž

### Semifinále
ČSSR -  Bulharsko 54:51 (24:26)
28. září 1962 (19:00) – Paříž
 SSSR -  Rumunsko 69:29 (31:15)
28. září 1962 (20:30) – Paříž

### Finále
SSSR -  ČSSR 63:46 (39:20)
29. září 1962 (20:30) – Paříž

### O 3. místo
Bulharsko -  Rumunsko 48:36 (29:8)
29. září 1962 (16:30) – Paříž

### O 5. místo
Jugoslávie -  Polsko 52:44 (29:23)
28. září 1962 (15:00) – Paříž

### O 7. místo
Maďarsko -  Francie 66:60 (34:24)
28. září 1962 (16:30) – Paříž

### O 9. místo
Itálie -  Belgie 32:27 (20:13)
28. září 1962 (15:00) – Paříž

## Soupisky
1.  SSSR
| - Lidija Antonikovskaja - Jurate Doktoraiteová - Ljudmila Edelevová - Dschidra Karamisevová | - Ljudmila Kukanová - Valve Luutseppová - Feodora Orelová - Tamara Pirková | - Inese Pivovarovová - Nina Poznanskaja - Skaidrite Smildsina - Ravila Šalimovová |

2.  ČSSR
| - Radka Brožková - Věra Horáková - Dagmar Hubálková - Helena Malotová | - Věra Koťátková - Olga Přidalová - Antonína Záchvějová - Sylva Richterová | - Vlasta Šourková - Zora Halužická-Starší - Milena Vecková - Helena Zvolenská - Trenéři: Svatopluk Mrázek, Miloslav Kříž |

3.  Bulharsko
| - Jekaterina Antonova - Nitula Borisova - Jelena Gospodinova - Vesela Ilova-Popova | - Todorka Kusova - Vesela Manikova - Veliska Penceva - Snesana Petrunova | - Amelisa Pisanova - Jermila Popova - Todorka Vasileva - Vanja Vojnova |

## Konečné pořadí
| Pořadí           | Tým        | Z | V | P | Skóre   | B  |
| ---------------- | ---------- | - | - | - | ------- | -- |
| Zlatá medaile    | SSSR       | 6 | 6 | 0 | 400:223 | 12 |
| Stříbrná medaile | ČSSR       | 6 | 4 | 2 | 362:289 | 10 |
| Bronzová medaile | Bulharsko  | 6 | 5 | 1 | 335:232 | 11 |
| 4.               | Rumunsko   | 6 | 3 | 3 | 267:279 | 9  |
| 5.               | Jugoslávie | 5 | 3 | 2 | 223:232 | 8  |
| 6.               | Polsko     | 5 | 2 | 3 | 227:217 | 7  |
| 7.               | Francie    | 5 | 1 | 4 | 225:273 | 6  |
| 8.               | Maďarsko   | 5 | 2 | 3 | 242:312 | 7  |
| 9.               | Itálie     | 5 | 1 | 4 | 186:295 | 6  |
| 10.              | Belgie     | 5 | 0 | 5 | 172:287 | 5  |